# ジョゼフ・ベサラ
ジョゼフ・ベサラ（Joseph Bessala、1941年4月19日 - 2010年4月24日）は、カメルーンのボクサー。ドゥアラ出身。

## アマチュア時代
1965年、コンゴ共和国のブラザヴィルで行われたアフリカ競技大会で優勝した。また1966年にナイジェリアのラゴス、1968年にザンビアのルサカで行われたアフリカ選手権のウェルター級でも共に優勝した。1968年に行われたメキシコシティーオリンピックでは決勝で東ドイツのマンフレート・ヴォルケに敗れて銀メダルを獲得した。

## プロ生活
1969年にプロデビューした後、1974年に1964年東京オリンピックのライトウェルター級で銅メダルを獲得したエディ・ブレイに勝ちウェルター級のアフリカチャンピオンになった。1978年12月のタイトル戦に負けた後、引退した。